# Baudouin de Reviers (6e comte de Devon)
Pour les articles homonymes, voir Baudouin de Reviers.
Baudouin de Reviers ou Baudouin de Vernon (v. 1215-15 février 1245), était comte de Devon de 1217 à sa mort et baron de Plympton. Il est le fils de Baudouin de Reviers et de Marguerite Fiztgerold (ou Fitzgerald) (1172/1214-?), ainsi que petit-fils de Guillaume de Reviers, comte de Devon.

## Biographie
Baudouin père est décédé en 1215-1216, après la naissance de son fils et un an avant celle du grand-père Guillaume de Reviers (v. 1155-1217). Sa mère fut ensuite enlevé par Foulques de Bréauté (avec approbation du roi Jean sans Terre) avec qui elle s'est mariée, mais ils n'eurent pas d'autres enfants.
Dans les années 1239-1240, Baudouin participa, aux côtés de Richard de Cornouailles, à la croisade des barons en terre sainte. Après sa mort, il a été enterré dans le prieuré de Breamore dans le Hampshire.

## Descendance
Il épousa la fille de Gilbert de Clare (5e comte de Gloucester), Amice de Clare, née en 1220 et mariée entre fin octobre et décembre 1226. Leurs enfants sont :
- Baudouin de Reviers, 7e comte de Devon[4] (v. 1 janvier 1236-12 septembre 1262) qui épousa Avoie (dites Avita) de Savoie (1209-1292), fille de Thomas Ier de Savoie. Ils eurent un fils, Jean, qui mourut enfant et le titre échut à sa sœur, Isabelle.
- Isabelle de Reviers (1237-1293) (Isabel(la) en anglais) épousa le comte d'Albemarle, Guillaume de Forz (ou Deforce). Elle fut veuve en 1260 et leurs six enfants moururent avant elle, faisant d'Isabelle la dernière des de Reviers en Angleterre. Le titre passera à la maison de Courtenay, car Marie de Reviers (fille de Guillaume) est l'arrière-grand-mère d'Hugues de Courtenay (1276-1340), qui sera le 9e comte de Devon.
- Marguerite, nonne à Lacock[5]